# Snowdrop
Snowdrop (hangul: 설강화; hanja: 雪降花; rr: Seolganghwa) é uma série de televisão sul-coreana estrelada por Jung Hae-in, Jisoo, Yoo In-na, Jang Seung-jo, Yoon Se-ah, Kim Hye-yoon e Jung Yoo-jin. Foi ao ar na emissora sul-coreana JTBC de 18 de dezembro de 2021 a 30 de janeiro de 2022, todos os sábados e domingos às 22:30 (KST) por 16 episódios. Também está disponível para streaming no Disney+ nos EUA, no Star+ na América Latina, e no hub Star em regiões internacionais selecionadas.

## Sinopse
Snowdrop acontece em 1987, um ano crucial na história sul-coreana que incluiu o Movimento Democrático de junho de 1987, um movimento de protesto em massa com o objetivo de forçar a ditadura na Coreia do Sul a realizar eleições justas, e as resultantes eleições democráticas de dezembro de 1987, que levaram ao fim da autoritária Quinta República da Coreia e ao estabelecimento da democrática Sexta República da Coreia.
Snowdrop se passa em novembro e dezembro de 1987. Lim Soo-ho ( Jung Hae-in) interpreta um estudante de pós-graduação que é encontrado coberto de sangue por Eun Yeong-ro (Jisoo), uma estudante universitária, que o esconde do governo em seu dormitório. No entanto, é revelado que Soo-ho não é quem ele parece ser. Contra o pano de fundo da agitação política, a história da dupla se desenrola e os dois desenvolvem um relacionamento romântico.

## Elenco e personagens

### Principal
- Jung Hae-in como Lim Soo-ho (27 anos),[6] anteriormente chamado Lee Tae-san, também conhecido como Lim Soo-hyeok. Ele é um agente norte-coreano com uma missão designada na Coreia do Sul. Ele vive como estudante de pós-graduação se preparando para uma tese de mestrado no Departamento de Economia da Universidade de Berlim.
- Jisoo como Eun Young-ro (20 anos),[6] uma caloura na Universidade Feminina de Hosoo no Departamento de Literatura Inglesa, que se apaixona por Soo-ho à primeira vista.
- Yoo In-na como Kang Cheong-ya (34 anos),[6] uma cirurgiã carismática e habilidosa em um hospital universitário. Seu nome de nascimento é Kim Eun-hye.
- Jang Seung-jo como Lee Kang-moo (36 anos),[6] o líder da Equipe Um no Departamento de Investigação Anticomunista, Agência de Planejamento de Segurança Nacional (ANSP), que procura prender Soo-ho pela morte de seu colega.
- Yoon Se-ah como Pi Seung-hee (43 anos),[6] a dona de casa do dormitório da Universidade Feminina de Hosoo.
- Kim Hye-yoon como Kye Boon-ok (24 anos),[6] uma operadora de telefonia no dormitório da Universidade Feminina de Hosoo, que não pôde ir para a faculdade devido a problemas financeiros.
- Jung Yoo-jin como Jang Han-na (32 anos),[6] uma agente da ANSP impulsiva, mas apaixonada, que é a mais nova de Gang-mu.

### Coadjuvantes

#### Pessoas ao redor de Soo-ho
- Kim Min-kyu como Joo Gyeok-chan,[7] um agente norte-coreano, propenso à violência.
- Jang In-sub como Lee Eung-cheol,[8] um agente norte-coreano, que confia e é amigável com Soo-ho.
- Heo Nam-joon como Oh Gwang-tae,[9] um estudante universitário que gosta de Seol-hui.
- Jeon Moo-song como Lim Ji-rok, o chefe do United Front Dept., RPDC e pai adotivo de Soo-ho, que adotou Soo-ho e Soo-hui de uma mina de carvão.
- Jeon Ae-ri como Choi Soo-ryeon, vice-diretor do Ministério da Segurança do Estado, RPDC.
- Chae Won-bin como Lim Soo-hui, irmã de Soo-ho.

#### Pessoas ao redor de Yeong-ro
- Jung Shin-hye como Go Hye-ryeong,[10] uma estudante do quarto ano no Departamento de Música Vocal e colega de dormitório de Yeong-ro. Seu nome de nascimento era Go Hye-ja antes de mudar legalmente seu nome.
- Kim Mi-soo como Yeo Jeong-min,[10] um estudante de história do quarto ano e colega de quarto de Yeong-ro, que apoiava os movimentos democráticos contra o governo militar.
- Choi Hee-jin como Yoon Seol-hui,[10] uma caloura no Departamento de Administração Doméstica e colega de quarto de Yeong-ro. Ela finge ser filha de uma família rica quando seus pais são na verdade pobres.
- Song Geon-hee como Eun Yeong-u, irmão de Yeong-ro, que foi enviado à força para as forças armadas por seu pai depois que seu envolvimento nos protestos democráticos foi descoberto.
- Ahn Dong-goo como Choi Byung-tae,[6] um cadete da academia militar que gosta de Hye-ryeong.
- Kim Jong-soo como Kim Man-dong,[6] um gerente de instalações na Universidade Feminina de Hosoo.
- Nam Mi-jung como Oh Deok-shim,[6] uma chef da Universidade Feminina de Hosoo.
- Kim Jeong-hoon como Kim Sang-beom, O filho de Man-dong, que tem um vício em jogos de azar.

#### Pessoas relacionadas com a ANSP
- Heo Joon-ho como Eun Chang-su,[6] o Diretor da ANSP e pai de Yeong-ro. Ele realmente se importa com Yeong-ro, apesar de seu relacionamento tenso.
- Park Sung-woong como Nam Tae-il,[6] o Secretário-Geral do Partido Aemin e ex-Diretor da ANSP.
- Lee Hwa-ryong como Ahn Gyeong-hui,[6] o Chefe do Gabinete de Investigação Anticomunista (ANSP), que posteriormente é promovido a Chefe do Gabinete de Planeamento e Coordenação (ANSP).
- Kim Jung-nan como Hong Ae-ra,[6] uma ex-atriz de cinema, esposa de Eun Chang-su e madrasta de Yeong-ro, que tinha um relacionamento ruim com Yeong-ro. Ela e Chang-su têm um filho chamado Yeong-ung.
- Jung Hye-young como Cho Seong-sim,[6] filha de um general de quatro estrelas e esposa de Nam Tae-il.
- Baek Ji-won como Choi Mi-hye,[6] um designer de moda e esposa de Ahn Gyeong-hui.
- Jang Tae-min como Choi Hui-jun, a secretária de Eun Chang-su.
- Moon Yoo-kang como Seung-jun, um membro da equipe da ANSP.
- Choi Kyung-hoon como Oh Dong-jae, um membro da equipe da ANSP.
- Choi Yoon-je como um membro da equipe da ANSP.

#### Outros
- Jung Yi-seo como Shin Gyeong-ja,[11] a presidente do Conselho Estudantil do Dormitório.
- Park Ye-ni como Kim Ye-ni,[12] uma secretária em 'Charmant'.
- Ariane Desgagnés-Leclerc como Gong Gil-soon, amigo de longa data de Kang Cheong-ya posando como gerente de fundos da ABK Partners, Linda Young.
- Lee Jung-hyun como Park Geum-cheol,[13] um agente norte-coreano e colega de Soo-ho, que cometeu suicídio após sua prisão por Gang-mu.
- Lee Joo-ahn como Jun-pyo, filho do presidente da Coreia do Sul.
- Kang Moon-kyung como Park Moo-yeol, um candidato presidencial e membro do Partido Aemin.

### Aparições especiais
- Yum Jung-ah como Song Hye-joo,[14] ex-dona de casa do dormitório da Universidade Feminina de Hosoo.

## Episódios
| N.º | Título        | Lançamento             |
| --- | ------------- | ---------------------- |
| 1   | "Episódio 1"  | 18 de dezembro de 2021 |
| 2   | "Episódio 2"  | 19 de dezembro de 2021 |
| 3   | "Episódio 3"  | 24 de dezembro de 2021 |
| 4   | "Episódio 4"  | 25 de dezembro de 2021 |
| 5   | "Episódio 5"  | 26 de dezembro de 2021 |
| 6   | "Episódio 6"  | 1 de janeiro de 2022   |
| 7   | "Episódio 7"  | 2 de janeiro de 2022   |
| 8   | "Episódio 8"  | 8 de janeiro de 2022   |
| 9   | "Episódio 9"  | 9 de janeiro de 2022   |
| 10  | "Episódio 10" | 15 de janeiro de 2022  |
| 11  | "Episódio 11" | 16 de janeiro de 2022  |
| 12  | "Episódio 12" | 22 de janeiro de 2022  |
| 13  | "Episódio 13" | 23 de janeiro de 2022  |
| 14  | "Episódio 14" | 29 de janeiro de 2022  |
| 15  | "Episódio 15" | 30 de janeiro de 2022  |
| 16  | "Episódio 16" | 30 de janeiro de 2022  |

## Produção

### Desenvolvimento
Escrita por Yoo Hyun-mi e dirigido por Jo Hyun-tak, Snowdrop é sua segunda colaboração depois de terem trabalhado juntos no thriller satírico Sky Castle (2018–19). Com base nas memórias de um homem que escapou de um campo de prisioneiros políticos na Coreia do Norte, Yoo Hyun-mi estava planejando a série há doze anos. O título inicial da série era Leehwa Women's University Dormitory (이대 기숙사; Idae Gisuksa).

### Seleção de elenco
Em 18 de junho de 2020, o jornal Joy News 24 relatou que Kim Hye-yoon, que ganhou fama depois de estrelar Sky Castle, estava em negociações para estrelar a série; sua agência confirmou que ela estava analisando a oferta. Em 18 de agosto, o MyDaily relatou que Kim Ji-soo havia sido escalada como uma das atrizes principais da série. Foi confirmado mais tarde naquele dia pela agência de Jisoo, YG Entertainment . Em 24 de agosto, Kim Hye-yoon foi confirmado para estrelar ao lado de Kim Ji-soo e foi relatado que Jung Hae-in tinha recebido uma oferta, mas ainda estava analisando como que Snowdrop "era apenas um de uma série de projetos que foram oferecidos a ele." Jang Seung-jo se juntou oficialmente ao elenco em 26 de agosto, seguido por Jung Yoo-jin em 17 de setembro e Yoon Se-ah em 18 de setembro. Em 5 de outubro de 2020, o elenco principal e detalhes sobre os personagens foram confirmados pela JTBC. Yoo In-na oficialmente integrou o elenco em 28 de dezembro.

### Filmagens
Em 24 de novembro de 2020, a JTBC anunciou que as filmagens de Snowdrop haviam sido temporariamente interrompidas depois que um ator coadjuvante entrou em contato próximo com alguém que deu positivo para COVID-19. No dia seguinte, a JTBC confirmou que as filmagens seriam retomadas depois que todos os membros do elenco e da equipe testassem negativo para o vírus. As filmagens foram concluídas no final de julho de 2021.

## Lançamento
Os episódios de Snowdrop foram lançados semanalmente no Disney+ nas regiões da Ásia-Pacífico simultaneamente com as transmissões de televisão. Em 4 de janeiro, a NME informou que Snowdrop ficou em primeiro lugar entre as séries mais assistidas no Disney+ em Cingapura, Coreia do Sul, Hong Kong e Taiwan. No Japão, o programa foi a terceira série mais assistida na plataforma de streaming, atrás de Hawkeye e O Livro de Boba Fett. A série estreou em 9 de fevereiro de 2022 no Disney+ nos Estados Unidos, Canadá e Europa, enquanto foi lançada no Star+ na América Latina e no Hotstar na Índia.